# Stephen Frail
Stephen Charles Frail (Glasgow, 10 agosto 1969) è un allenatore di calcio ed ex calciatore scozzese.

## Palmarès

### Giocatore

#### Competizioni nazionali
- Scottish Challenge Cup: 1

Dundee United: 1990-1991
- Scottish Championship: 1

Dundee United: 1991-1992
- Coppa di Scozia: 1

Hearts: 1997-1998